# Prionapterus breyeri
Prionapterus breyeri är en skalbaggsart som beskrevs av Bruch 1929. Prionapterus breyeri ingår i släktet Prionapterus och familjen långhorningar.
Artens utbredningsområde är Paraguay. Inga underarter finns listade i Catalogue of Life.